# Alina Świderska
Alina Świderska également connue sous le pseudonyme J. Sielski est une romancière et traductrice polonaise née le 13 janvier 1875 à Cracovie et morte le 12 janvier 1963 dans cette même ville.

## Biographie

### Jeunesse et études
Fille de Tytus Świderski et de Maria Świderska née Bohowitynów-Kozieradzki.
Elle est diplômée de l'école secondaire en 1888, de l'Académie de musique de Cracovie en 1892 et des cours d'A. Baraniecki en 1893 à Cracovie.
Elle est diplômée de l'université Jagellonne en 1900.

### Carrière
De 1909 à 1914, elle travaille comme professeure de littérature générale et française à l'école de H. Strażyńska.
De 1919 à 1921, elle travaille au ministère des affaires étrangères.
Elle est membre de la Congrégation mariale des dames de l'archidiocèse de Cracovie et de l'Union professionnelle des écrivains polonais.
Elle traduit les œuvres de Percy Bysshe Shelley, George Gordon Byron, Vicente Blasco Ibáñez, Mark Twain, Charles Baudelaire, Antonio Negri, Helen Keller, ainsi que des contes de fées japonais et la Divine Comédie de Dante Alighieri en 1947, ce qui lui vaut d'être nommée membre de l'Artis Templum.
Elle meurt à Cracovie. Elle est enterrée au cimetière Rakowicki (section IIA-ouest à droite de Zubrzycki).

## Récompenses et distinctions
- 5 novembre 1938 : Wawrzyn Akademicki (pl) d'argent[4]